# جولیو چیکونه
جولیو چیکونه (ایتالیایی: Giulio Ciccone؛ زادهٔ ۲۰ دسامبر ۱۹۹۴) دوچرخه‌سوار اهل ایتالیا است.
از باشگاه‌هایی که در آن رکاب زده‌است می‌توان به باردیانی–سی‌اس‌اف اشاره کرد.